# Concatedral (monument i Spanien, Kastilien och Leon)
Concatedral är ett monument i Spanien.   Det ligger i provinsen Provincia de Soria och regionen Kastilien och Leon, i den centrala delen av landet, 180 km nordost om huvudstaden Madrid. Concatedral ligger 1 028 meter över havet.
Terrängen runt Concatedral är platt åt nordost, men åt sydväst är den kuperad.Runt Concatedral är det ganska tätbefolkat, med 90 invånare per kvadratkilometer. Närmaste större samhälle är Soria, 0,85 km väster om Concatedral. Omgivningarna runt Concatedral är i huvudsak ett öppet busklandskap.